# Lieberoser Wüste
Koordinaten: 51° 56′ 17″ N, 14° 21′ 57″ O

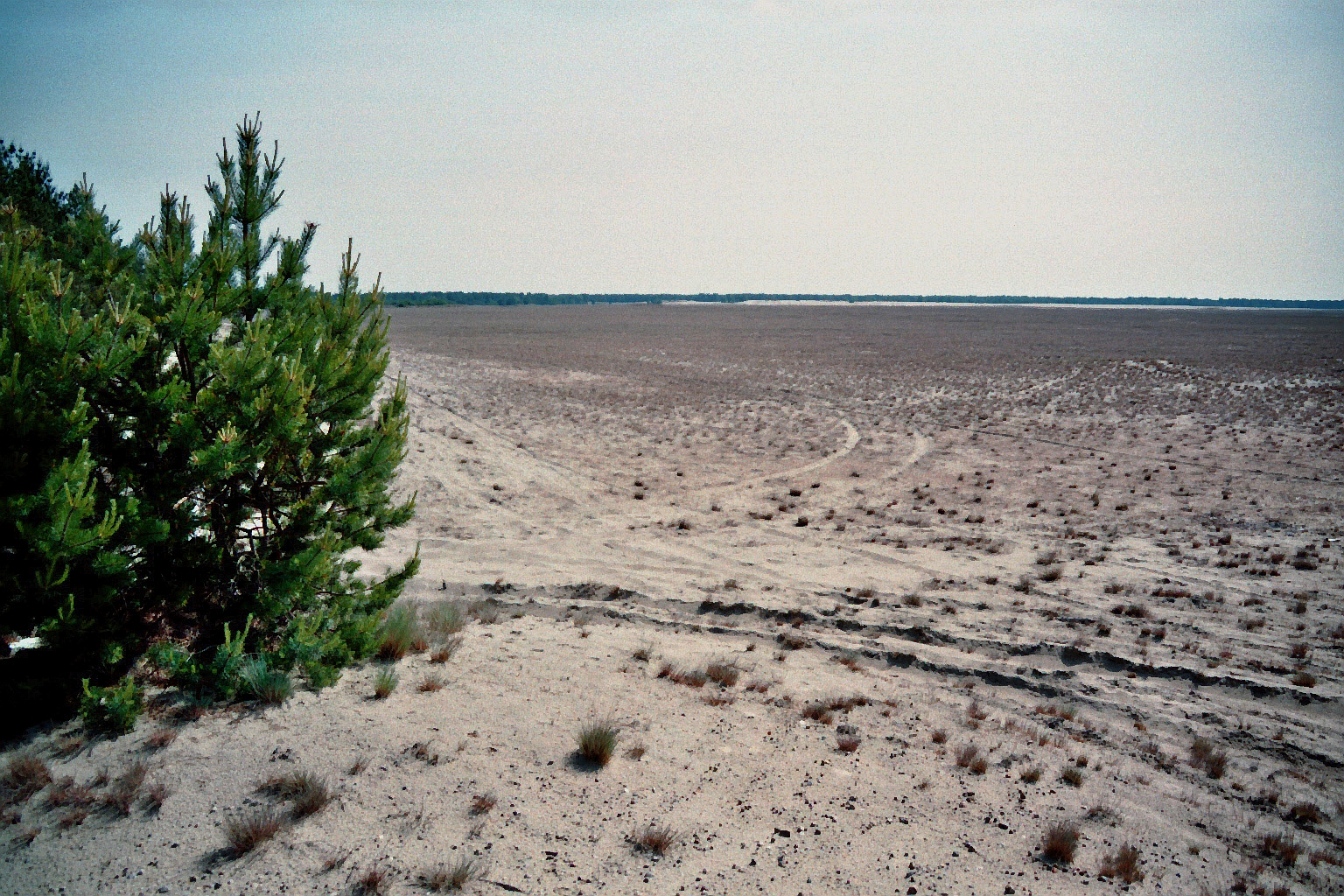
Die Lieberoser Wüste ist die größte Wüste Deutschlands.

Die Lieberoser Wüste, kurz auch nur Wüste oder Klein Sibirien genannt, ist eine rund fünf Quadratkilometer große sandige Offenfläche innerhalb der Lieberoser Heide in der brandenburgischen Niederlausitz, rund 95 Kilometer südöstlich von Berlin und 20 Kilometer nördlich von Cottbus. Sie ist damit die größte Wüste Deutschlands. In Mitteleuropa dürfte sie ansonsten wohl nur von der noch ausgedehnteren polnischen Błędów-Wüste übertroffen werden. Entstanden durch einen großen Waldbrand im Jahr 1942, war sie später Kern des sowjetischen Truppenübungsplatzes Lieberose. Durch die ständige Nutzung mit schwerem militärischen Gerät blieb das Gelände dauerhaft offen und entwickelte sich zu einer so genannten Panzerwüste. Nach der deutschen Wiedervereinigung und dem endgültigen Abzug der Gruppe der Sowjetischen Streitkräfte in Deutschland blieb das Gelände seit 1994 weitgehend sich selbst überlassen und ist nun Teil des Naturschutzgebietes Lieberoser Endmoräne. Weite Teile der Wüste befinden sich seit 2006 im Besitz der Stiftung Naturlandschaften Brandenburg, die sich auch dort die Entwicklung eines Wildnisgebietes zum Ziel gesetzt hat.

## Lage und Landschaftscharakteristika

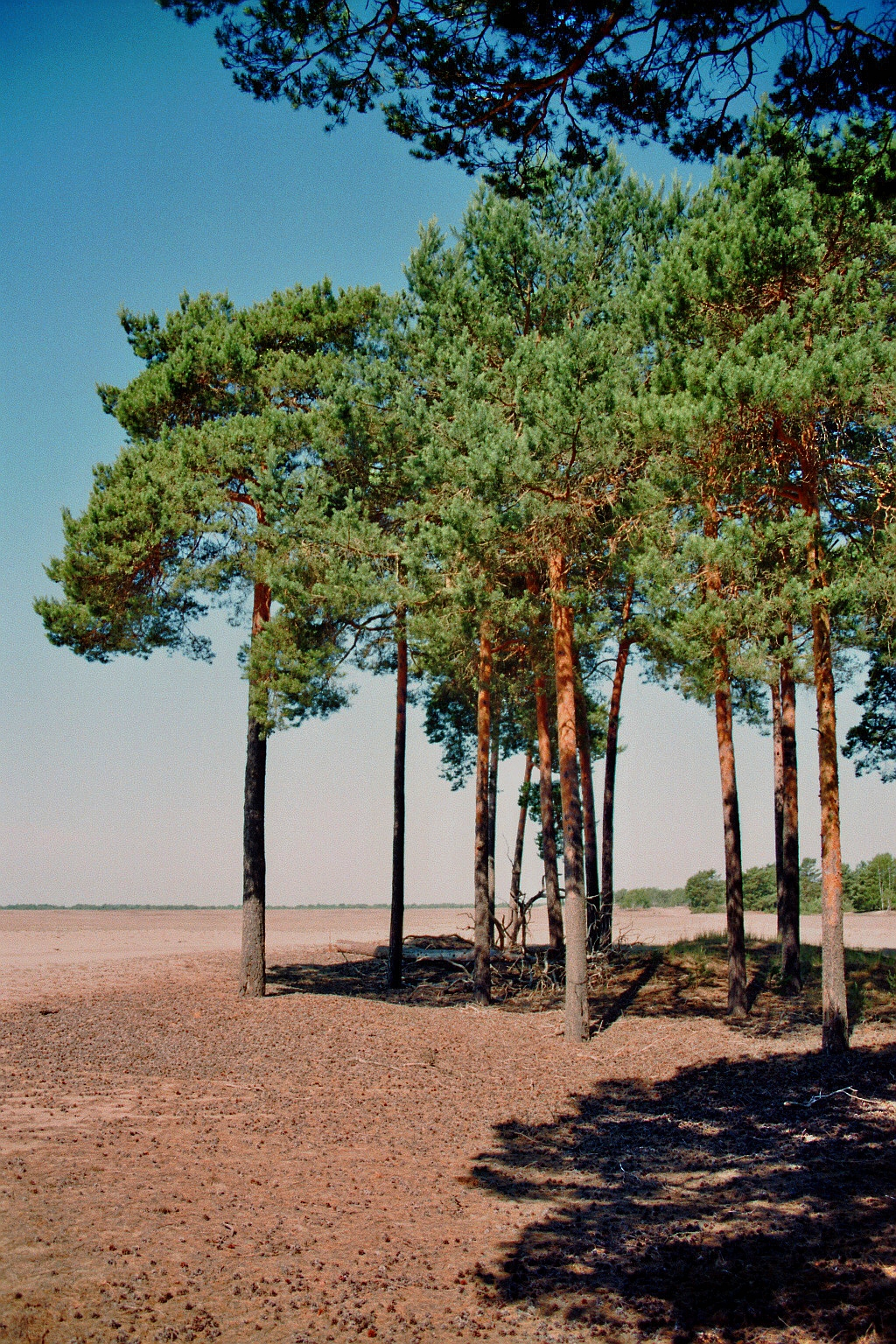
Die Lieberoser Wüste ist größtenteils von Waldkiefern-Wäldern umschlossen

Die Lieberoser Wüste erstreckt sich östlich der B 168 (Frankfurter Straße) zwischen den Städten Lieberose und Peitz auf der Lieberoser Hochfläche. Sie befindet sich überwiegend im Landkreis Dahme-Spreewald, ein kleiner Teil im Süden liegt auf dem Gebiet des Landkreises Spree-Neiße. Das gut fünf Quadratkilometer große Sandgebiet im Zentrum der Lieberoser Heide ist eine vollständig baumlose, annähernd rechteckige Offenfläche, die von ausgedehnten Kiefernwäldern umgeben ist. Von dort aus dringen vereinzelt Waldkiefern auf die Fläche vor. An den Rändern ist das Gebiet von größeren Binnendünen gekennzeichnet, die vor allem im südöstlichen Teil stellenweise auch den Charakter von Wanderdünen haben. Größere Sandverwehungen oder gar Sandstürme sind jedoch selten geworden. Das war früher anders: Zu Zeiten des Übungsbetriebs mit fahrenden Panzern wurde zum Beispiel die B 168 trotz Erosionsschutzpflanzungen aus verschiedenen Kiefernarten regelmäßig von Sand überweht. Noch Anfang der 1990er-Jahre prägten strahlend heller Sand und zahlreiche Dünen das Landschaftsbild der Lieberoser Wüste.
Als extrem degradiertes Gelände ist auch die Lieberoser Wüste von stark zerstörten und nährstoffarmen Sandböden gekennzeichnet, die ihre Funktionen für den Nährstoff- und Wasserhaushalt in der Landschaft weitgehend verloren haben. Zudem herrscht dort ein außergewöhnliches Mikroklima mit erheblichen Temperaturgegensätzen zwischen Tag und Nacht. So werden auf dem nackten Sandboden tagsüber Temperaturspitzen bis zu 60 °C erreicht, während der ungeschützte Boden nachts stark auskühlt. Die Verdunstungsrate ist sehr hoch.

## Klima
|                        | Jan | Feb | Mär | Apr | Mai  | Jun  | Jul  | Aug  | Sep  | Okt | Nov | Dez |   |     |
| Mittl. Temperatur (°C) | 0,3 | 1,1 | 4,7 | 9,3 | 14,4 | 17,1 | 19,4 | 18,7 | 14,3 | 9,7 | 4,6 | 1,2 | ⌀ | 9,6 |
|                        |     |     |     |     |      |      |      |      |      |     |     |     |   |     |
| Niederschlag (mm)      | 40  | 34  | 42  | 37  | 59   | 50   | 68   | 65   | 45   | 35  | 47  | 47  | Σ | 569 |
|                        |     |     |     |     |      |      |      |      |      |     |     |     |   |     |
| Sonnenstunden (h/d)    | 1,8 | 2,6 | 3,9 | 6,1 | 7,5  | 7,3  | 7,7  | 7,3  | 5,3  | 3,9 | 2,0 | 1,5 | ⌀ | 4,8 |

|  |

|  |

|  |

|  |

|  |

|  |

|  |

|  |

|  |

|  |

|  |

|  |

|  |

|  |

|  |

|  |

|  |

|  |

|  |

|  |

|  |

|  |

|  |

|  |

## Vom „Großen Brand“ zur „Panzerwüste“
Die Lieberoser Wüste entstand im Mai 1942, als sich aus einem Feuer, das Waldarbeiter der Brigade Paschke im Revier Burghof entzündet hatten, ein gewaltiger Waldbrand entwickelte. Der breitete sich vom Burghof in Richtung Steiner Berg/Lieberose bis zur Grenze der Königlichen Oberförsterei Peitz aus, übersprang die Bahnlinie von Preilack nach Jamlitz und kam erst vor Schönhöhe zum Stehen. Löschkräfte waren machtlos gegen die Flammen. Nach Räumung der Brandstelle blieb eine 1700 Hektar große Kahlfläche zurück. Wegen ihrer schieren Größe und aufgrund der kriegsbedingt nicht ausreichenden Zahl von Arbeitskräften konnte sie nicht sofort wieder aufgeforstet werden. Die Fläche erhielt bald den Namen Großer Brand (später oft nur kurz Brand genannt). 1944 wollte dann auch die Waffen-SS das kahle Gelände für ihren Truppenübungsplatz Kurmark nutzen.
Unmittelbar nach Kriegsende übernahm die Rote Armee das Gelände, zunächst für Schießübungen der Artillerie. Ab 1949 begann die Rote Armee dann mit zielgerichteten militärischen Baumaßnahmen und Nutzungen als Truppenübungsplatz Lieberose. Die Fläche der heutigen Wüste wurde dabei so in das Gelände integriert, dass sie genau gegenüber der Schießbahn lag. Panzerfahrer und andere Bodentruppen trainierten nun dort bis zur Wiedervereinigung. Das viel befahrene und teilweise beschossene Gelände wurde zur Panzerwüste. Westlich der Wüste entstand eine Kommandantur mit insgesamt 27 Gebäuden. Als „Generalshügel“ zur Beobachtung des Geschehens fungierte die „Tribüne“, ein erhöht angelegter Betonbau. Von dort verfolgten beispielsweise auch Leonid Breschnew und Erich Honecker 1970 das Manöver Waffenbrüderschaft der Vereinten Streitkräfte der Staaten des Warschauer Paktes. Dabei bewegten sich 50.000 Soldaten samt Panzern durch den Sand des Truppenübungsplatzes Lieberose.
Wie die übrigen sowjetischen Truppenübungsplätze kennzeichneten den Truppenübungsplatz Lieberose trotz der gewaltigen militärischen Nutzung insgesamt ein geringer Grad an Erschließung und Infrastruktur sowie eine recht flexible Flächennutzung. So gab es kein durch Pläne festgelegtes Fahrwegenetz, keine befestigten Straßen oder größeren versiegelten Bereiche. Brände, die bei den Schießübungen nicht selten entstanden, wurden nur im äußersten Notfall gelöscht.

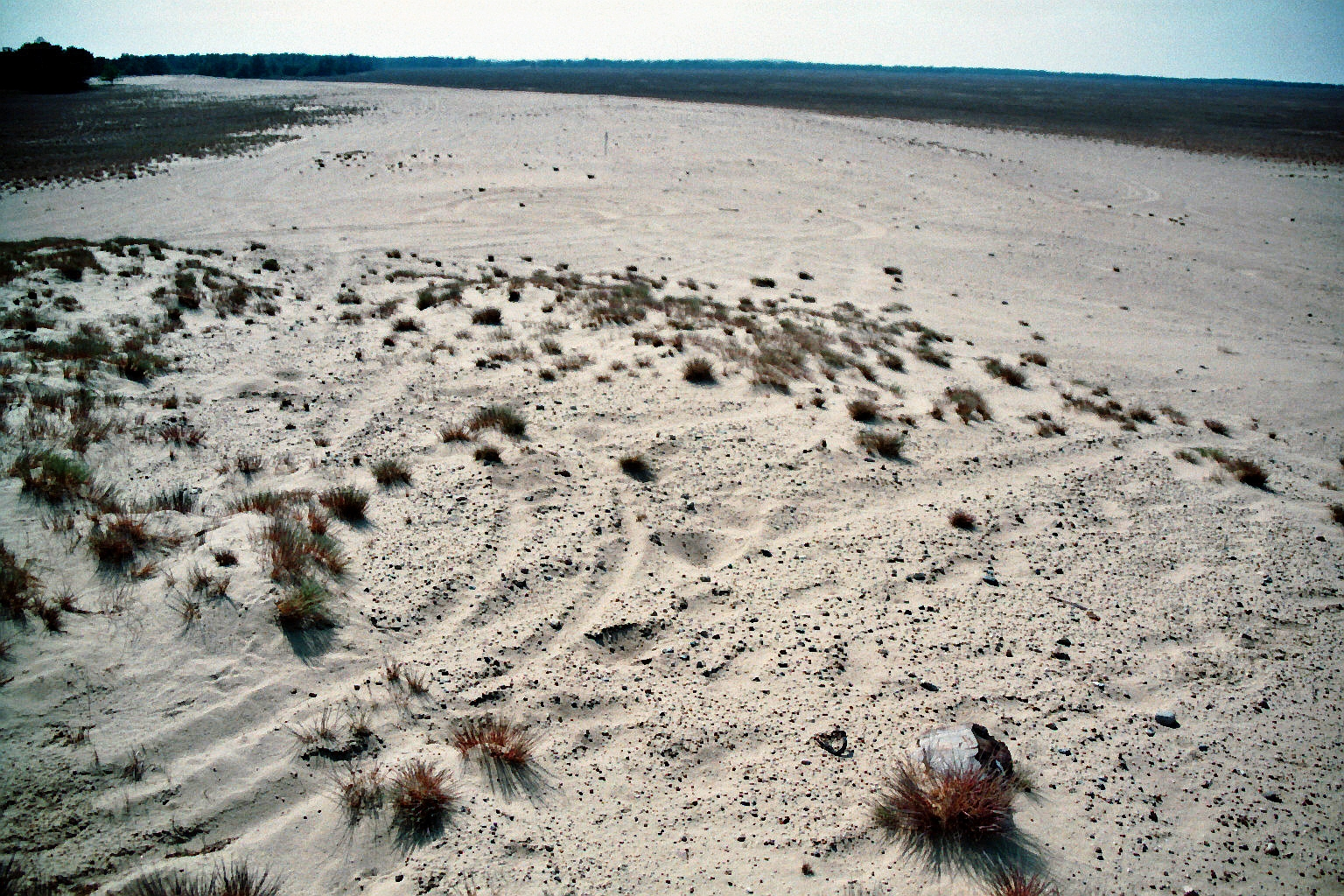
Vor allem im Südosten der Lieberoser Wüste gibt es noch völlig offene Flugsanddünen. Dort formen sich auch beständig schmale linienförmige Strichdünen.

Mit dem Ende der DDR ging auch der TÜP Lieberose im Zuge des Einigungsvertrages 1990 in das Allgemeine Grundvermögen (Bundesvermögen) der Bundesrepublik Deutschland über. Da an einer weiteren militärischen Nutzung kein Interesse bestand, wurde auch die Lieberoser Wüste nach dem Abzug des russischen Militärs zunächst weitgehend sich selbst und damit der natürlichen Sukzession überlassen. Als problematisch stellten sich vor allem unzählige ober- und unterirdische Munitionsreste heraus, da die Soldaten längst nicht alle ihre Hinterlassenschaften ordnungsgemäß entsorgt hatten.
Mit der Lieberoser Wüste hinterließen sie eine seinerzeit rund sieben Quadratkilometer große Panzerwüste aus fließendem Sand. Daraus formten sich einige Binnendünen, zumeist schmale linienförmige Strichdünen oder die haufenähnlichen Kupsten. Zudem entstanden einige niedrige Bogendünenketten, die von der Forstverwaltung später bepflanzt wurden. Daneben gab und gibt es auch von Flugsanden überwehte Altdünen und völlig offene Flugsanddünen. Insgesamt gehört die Lieberoser Wüste damit zu den größten zusammenhängenden Flugsandgebieten Deutschlands.

## Die Entwicklung nach 1992
Nach dem Ende der militärischen Nutzung ab 1992 gab es auch für die Lieberoser Wüste und die dortigen Militäranlagen Ideen für mögliche Nachfolgenutzungen. Pläne, aus der Kommandantur eine alternative Siedlung zu machen, zerschlugen sich jedoch ebenso wie Projekte für Pyramidenstädte oder ein Testgelände für Flugzeugtriebwerke. Südöstlich der Wüste entstand jedoch 2009 mit dem Solarpark Lieberose eines der größten Sonnenkraftwerke Europas.
Als Alternative zu rein wirtschaftlichen Nachfolgenutzungen bot sich an, ehemalige Truppenübungsplätze dem Naturschutz zu widmen. Diese Idee formulierte im Zuge der politischen Wende als Erster der Ökologe Hermann Remmert. Mitte 1997 übernahm die Landesforstverwaltung Brandenburg auch die Bewirtschaftung der Lieberoser Heide. Große Teile davon – darunter auch die Lieberoser Wüste – wurden 1999 Teil des neuen rund 6800 Hektar großen Naturschutzgebiets Lieberoser Endmoräne. Gleichzeitig gehört die Wüste zum Fauna-Flora-Habitat-Gebiet „Lieberoser Endmoräne und Staakower Läuche“ und zum Europäischen Vogelschutzgebiet (SPA) „Spreewald und Lieberoser Endmoräne“.
Im Jahr 2006 erwarb die Stiftung Naturlandschaften Brandenburg einen Großteil der Wüste. Nach den Vorstellungen des Ende 2009 fertiggestellten Masterplans Region Lieberose im Auftrag des brandenburgischen Umweltministeriums sollen diese Flächen auch künftig offen gehalten werden. Da sich die Lieberoser Wüste im Zuge der Sukzession mittlerweile allmählich zu einer Steppe entwickelt, sind laut Masterplan im Zuge einer Landschaftspflege künftig Eingriffe angedacht, um eine Wiederbewaldung zu verhindern.
Außerdem soll die Lieberoser Heide – und als besondere Besucherattraktion auch die Wüste – nach diesem Plan touristisch erschlossen werden. Bislang darf das Gelände nur ansatzweise auf ausgewiesenen Wegen betreten werden. Grund dafür sind neben den generellen Einschränkungen in Naturschutzgebieten hauptsächlich die nach wie vor hohen Gefahren, die von den militärischen Hinterlassenschaften ausgehen. Die Stiftung Naturlandschaften Brandenburg, der Landesforstbetrieb und weitere lokale Akteure sind beständig damit beschäftigt, kontaminierte Flächen zu untersuchen und räumen zu lassen. Dennoch setzen vor allem diese explosiven Altlasten Naturschutz und Tourismus Schranken.

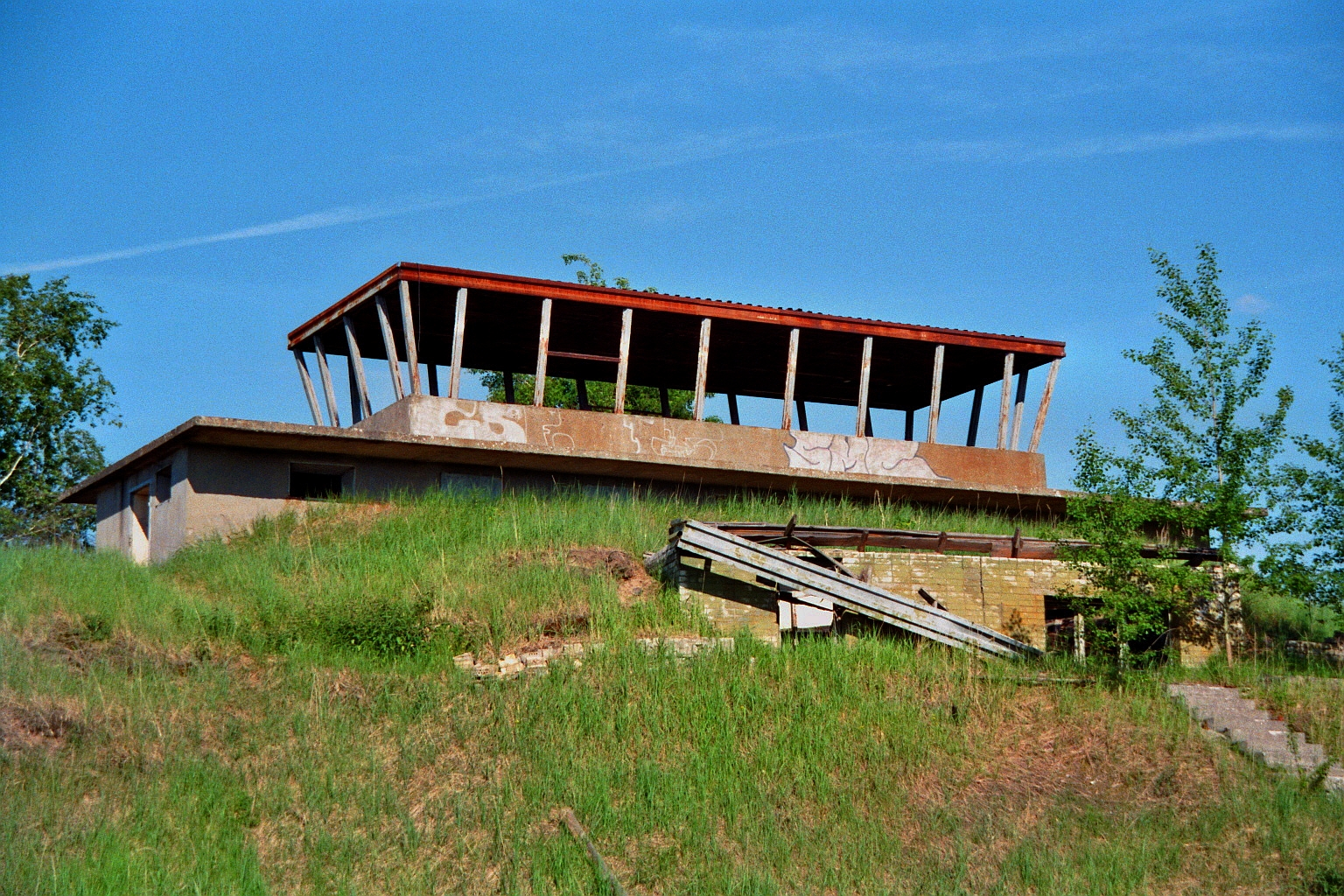
Anstelle der verfallenden „Tribüne“ soll ein Aussichtsturm errichtet werden

Damit Interessierte dennoch einen Überblick über die Wüste erhalten können, plant die Stiftung, die unmittelbar an der B 168 gelegene „Tribüne“, den ehemaligen „Generalshügel“, zu einem Besucherinformationspunkt umzugestalten. Im Rahmen der großflächig in der Region geplanten Internationalen Naturausstellung (INA) ist dabei unter anderem vorgesehen, einen rund 30 m hohen Aussichtsturm an der Stelle der Betontribüne zu errichten. Der Turm soll einen Panoramablick auf die weitläufigen Flächen des ehemaligen Truppenübungsplatzes und die umliegende Landschaft ermöglichen. Auch Wanderwege sind geplant. Diese Einrichtungen sollen auch zur Besucherlenkung innerhalb des Schutzgebietes dienen.
Zur Vorbereitung wurde im Zuge der Konversion in den Jahren 2009 und 2010 der Abriss der ehemaligen Kommandantur Lieberose geplant und vorgenommen. Das geschah als Ausgleichsmaßnahme für den Neubau der Ortsumgehung Drebkau.
Bereits seit Mitte der 2000er Jahre veranstaltet die Stiftung Naturlandschaften Brandenburg zusammen mit der Oberförsterei Lieberose, Wandervereinen und der örtlichen Gruppe des Naturschutzbundes Deutschland regelmäßig Exkursionen sowie „Wüstenwanderungen“.
Im Mai 2015 wurde unmittelbar an der B 168 der Sukzessionspark Lieberoser Heide der Stiftung Naturlandschaften Brandenburg eröffnet. Die Natur- und Wildnisentwicklung soll hier auf einer Demonstrationsfläche barrierefrei erlebbar gemacht werden. Auf einem zwei Kilometer langen Rundweg wurden zahlreiche Infotafeln aufgestellt und der Aussichtspunkt auf dem Generalshügel wurde wieder hergestellt.
Die Veränderungen auf der Fläche während der 1990er Jahre haben vor allem der Biologe Horst Beutler und seine Frau Doris umfangreich dokumentiert.

## Tier- und Pflanzenarten
Die Lieberoser Wüste ist eine eiszeitliche Sanderfläche, die durch die jahrzehntelange Panzerbefahrung zudem einen stark rohbodenartigen Charakter mit fast blankem Sand erhalten hat. Diese noch vorhandene Ausprägung ist ausschließlich auf die militärische Nutzung zurückzuführen.

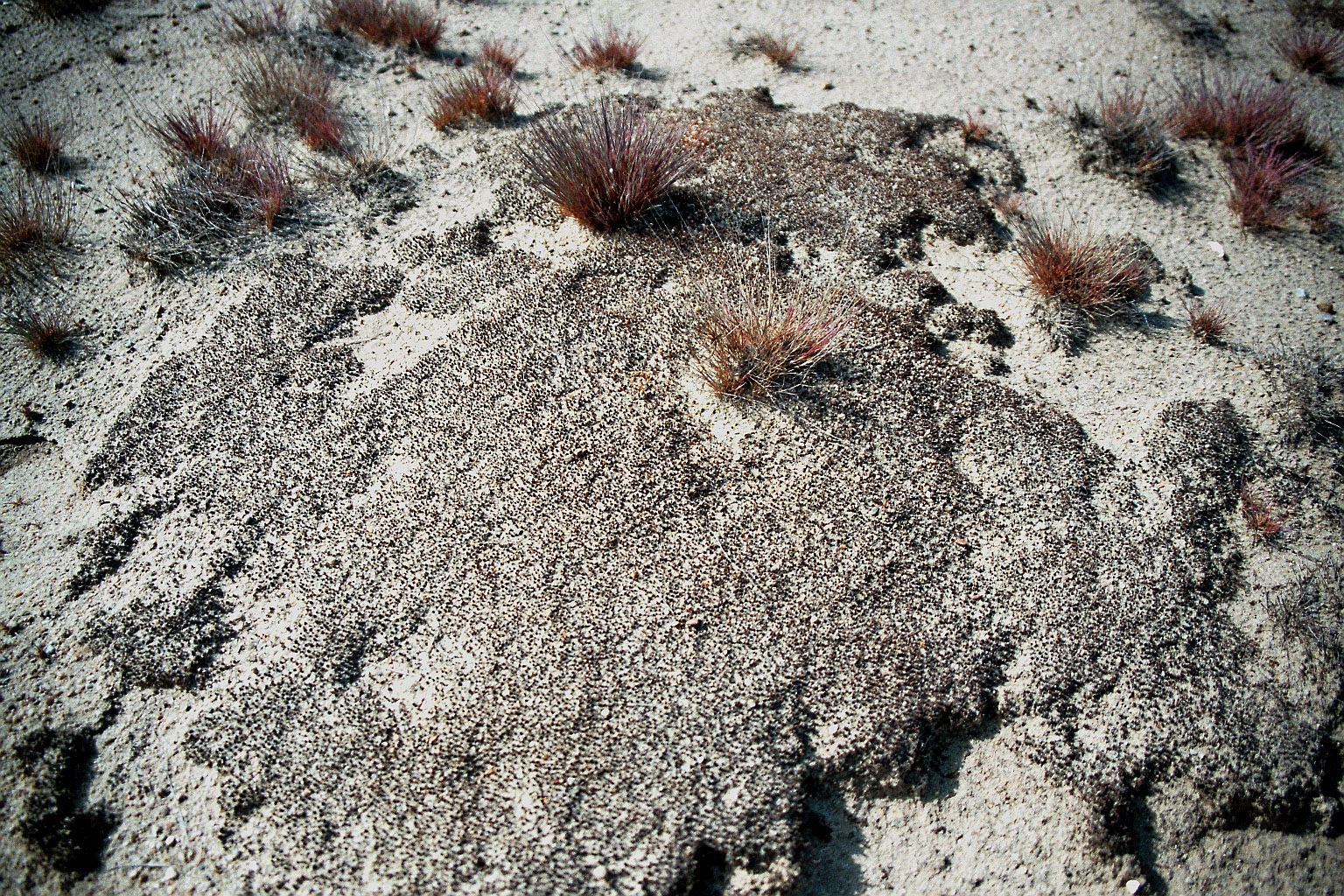
Zähen Pionierpflanzen wie Glashaar-Widertonmoos und Silbergras gelingt es zuerst, auf den offenen Sandflächen Fuß zu fassen

Weil im total zerstörten Boden der Wüste die Samenbank fehlte, war eine Wiederbesiedlung mit Vegetation nur in Form einer primären Sukzession über aus der Umgebung eingetragene Samen und Sporen möglich. Zu den ersten Organismen, die überhaupt in der Lage waren, die erodierten Sandböden zu besiedeln, gehörten verschiedene Arten von Krustenflechten. Typische Pionierpflanzen, die auf dem extrem nährstoffarmen Standort mit seinem besonderen Mikroklima zurechtkommen, sind vor allem das Glashaar-Widertonmoos (Polytrichum piliferum) und das Silbergras. Letzteres kommt mit gelegentlicher Übersandung und dem ständigen Windschliff zurecht und bildet rasch Horste. So prägen seit Anfang der 2000er Jahre zunehmend lückige Silbergrasfluren das Bild der Offensandfelder, die Wüste wandelt sich allmählich zur Steppe. Zu den besonderen dort vorkommenden Arten gehört die Sand-Strohblume.

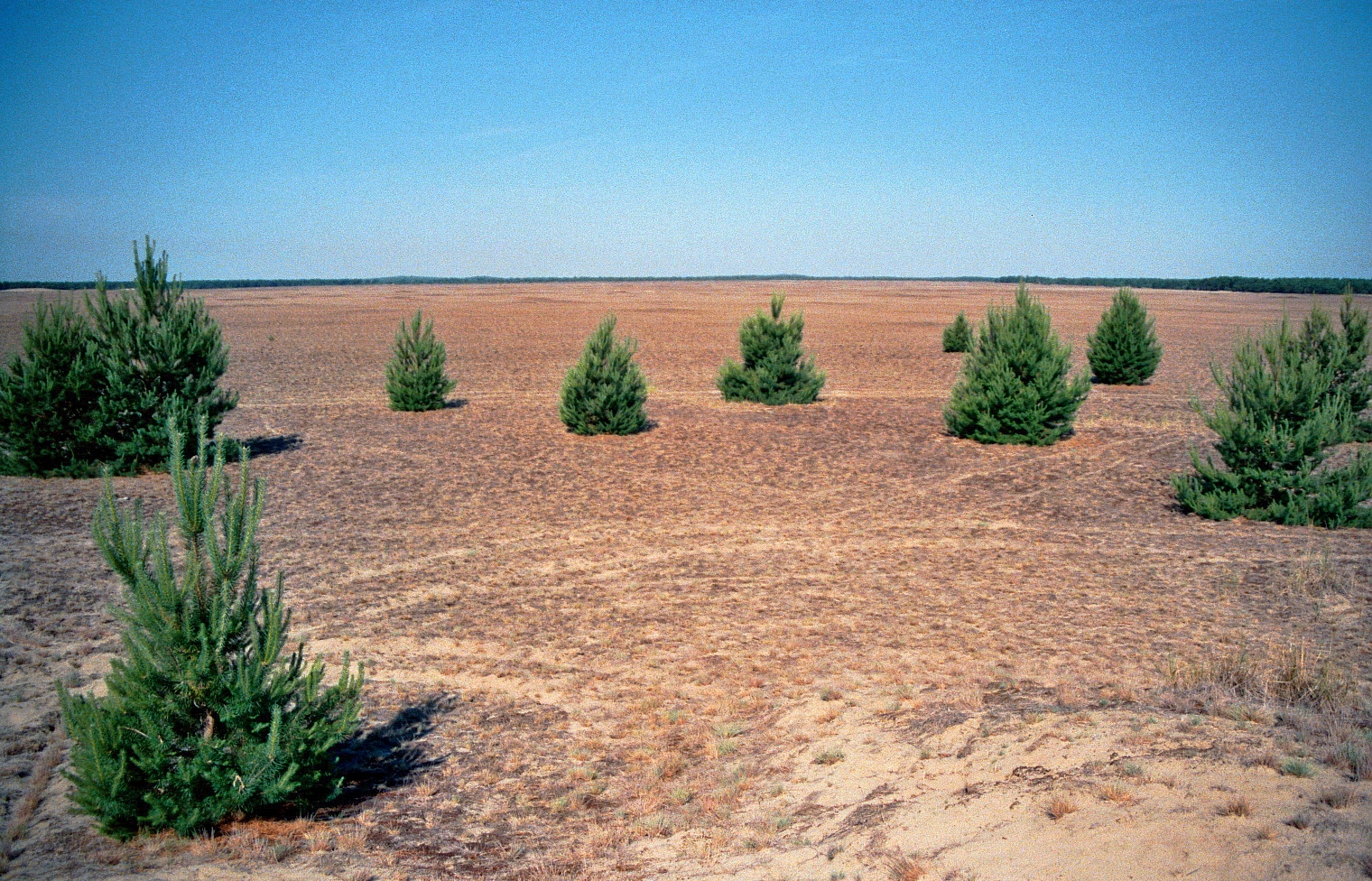
Natürliche Sukzession: Von den Rändern aus rücken zunehmend Waldkiefern auf die Offenfläche vor

Neben verschiedenen Spinnenarten sind in der Wüste auch Insekten wie die Ameisenlöwen – Larven der Ameisenjungfern –, Sandlaufkäfer, verschiedene Wegwespen und Grabwespen, wie etwa die Kreiselwespe zu finden. Auch Steppengrashüpfer, Blauflügelige Ödlandschrecke oder die Italienische Schönschrecke kommen vor. Zu den Vogelarten, die auf den Offenflächen ihre Reviere haben, gehören Brachpieper, Heidelerche und Steinschmätzer. Der Mornellregenpfeifer ist regelmäßiger Durchzugsgast. Seeadler, die ihre Ruhe-, Schlaf- und Brutplätze ansonsten in den umliegenden Wäldern haben, ruhen tagsüber gern in der Wüste und lassen sich dort von der über den Sandflächen entstehenden Thermik in die Höhe tragen.

## Naturschutzfachliche Diskussion
Ob und in welchem Umfang die Lieberoser Wüste – und vergleichbare Panzerwüsten – auch künftig offen gehalten werden sollen oder können und welche naturschutzfachliche Bedeutung sie letztlich haben, darüber gehen auch unter Naturschützern die Meinungen auseinander.
So betont der Masterplan Region Lieberose die grundsätzliche naturschutzfachliche Bedeutung der Wüste für die gesamte Lieberoser Heide und sieht ausdrücklich deren Offenhaltung vor. Zum zugehörigen Projekt gehören auch Gehölzentnahme sowie Schoppern.
Auch Heiko Schumacher, Lieberoser Repräsentant der Stiftung Naturlandschaften Brandenburg, stellt die grundsätzliche Bedeutung von Flächen wie der Lieberoser Wüste heraus:

„Unabhängig von ihrer Entstehung sind diese Landschaften auf nationaler Ebene als selten einzustufen und mit ihrer speziellen Artenausstattung naturschutzfachlich besonders interessant.“

Demgegenüber sprach sich Horst Beutler, Biologe und langjähriger Kenner der Lieberoser Heide, nicht zuletzt in seinem Buch Landschaft in neuer Bestimmung (2000) dafür aus, die Panzerwüsten einer natürlichen Sukzession zu überlassen. Zur Begründung führte er aus:

„Landschaftsökologisch und aus Naturschutzsicht ist es bei näherer Betrachtung ja auch unbegründet, die großen Offensandfelder mit hohem finanziellen Aufwand weiter in ihrem derzeitig naturfernen Zustand erhalten zu wollen. Selbst wenn aus Kreisen des Naturschutzes mit engem Blick auf wenige Tierarten gelegentlich die Forderung zu hören ist, die großen ‚Sandwüsten‘ der Panzerarmeen seien ‚Refugien‘ oder sogar vermeintliche ‚Urlandschaften‘ und deshalb unbedingt erhaltenswert, ergibt das genaugenommen keinen Sinn. Sie sind es einfach nicht. Es sind nun einmal Kunstprodukte aus Menschenhand, ein Erbe an jahrzehntelang durch Übernutzung geschundener Natur.“

Beutler kann sich eine Ausweisung der Lieberoser Heide als Nationalpark mitsamt einer Wildnisentwicklung vorstellen, jedenfalls dann, wenn denn dort die Natur der alleinige Gestalter bleibt.